# Capoeira
A capoeira (ejtsd: kapuejra) egy brazil tánc- és harcművészeti kultúra, ami sajátos akrobatikus mozgás és zene. A 16. századtól a 19. századig a főként Közép-Nyugat-Afrikából Brazíliába hurcolt rabszolgák alakították ki. 
Fürge, trükkös mozdulatok jellemzik; gyakran közel a földhöz vagy kézen-/fejen állva művelik, mindig zenére mozognak. Egyes verzióiban sok akrobatikus elem található. A capoeira szónak számos jelentése létezik, ezek egyike a Brazília belsejében található erdős területekre utal, feltehetőleg azokra a helyekre, ahol a szökött rabszolgák próbáltak elrejtőzni. Az 1970-es években megjelenő breaktánc számos mozdulata nagyon hasonló, ezért sokak szerint a capoeirából származik. Két fő stílusirányzat létezik a capoeirán belül: az egyiket a lassabb, földközeli mozdulatsorok, valamint a hagyományok és rítusok tiszteletben tartása jellemzi, ez a Capoeira Angola. A másik stílus az ún. Capoeira Regional, amelyben folyamatos, akrobatikus mozgáskombinációk dominálnak. Itt a technikán és a stratégián van a hangsúly. Mindkét stílusra jellemzőek a cselek, a színlelt támadások, a lendületes rúgások, illetve az ellenfél egyensúlyból való kimozdítását célzó mozdulatok.

## Történelem
Az 1500-as években Portugália Nyugat-Afrikából szállított rabszolgákat Dél-Amerikába. Brazília volt a rabszolga-kereskedelem legnagyobb résztvevője, az Atlanti-óceánon átkelő rabszolgák 42%-a ide került. Ezek leggyakrabban a következő népcsoportok tagjai közül kerültek ki: a szudáni csoport, mely főleg a joruba és a dahomey törzsek tagjaiból állt, az iszlám vallású guineai csoport, melynek tagjai maléziaiak és hausza-törzsbeliek voltak, valamint a bantuk (közöttük kongóiak, kimbundák és kaszanják) Angolából, Kongóból és Mozambikból.
Léteznek feljegyzések egy, ma már nem létező kubai küzdőtáncról, az ún. baile del maníról, amely a capoeirára emlékeztet (két férfi a yuka dobozok ritmusára mozog). A batuque és a maculele nevű küzdő-táncok szintén szorosan kapcsolódnak a capoeirához.
A rabszolgák az Újvilágba magukkal hozták kulturális és vallási szokásaikat. Az elnyomás és rabszolgatartás homogenizálta az afrikai származású embereket, és ez később a capoeira kialakulásának katalizátora lett. A capoeirát a brazíliai rabszolgák alakították ki és ez lett az elnyomás elleni küzdelem, valamint a kulturális tradíciók továbbadásának fő eszköze. Egyes történészek szerint a bennszülött, brazíliai törzsek is fontos szerepet játszottak a capoeira fejlődésében.
A rabszolgaságot eltörlő, 1888-as Arany-törvény életbelépésével emberek ezrei váltak hirtelen szabaddá. Európából is sokan emigráltak Brazíliába. Sokuknak nehezen ment a beilleszkedés a létező társadalmi rendbe, nagy volt a munkanélküliség, s a capoeiristák közül sokan, kihasználva jó verekedési képességüket, bűnözőkké váltak. Rio de Janeiróban és Bahiában hosszú évtizedekig a capoeira az alvilág egyik jelképe lett, s elveszítve "játék" jellegét, a résztvevők gyakran késsel és borotvapengével küzdöttek egyikük haláláig.
Változás 1932-ben következett be, amikor Mestre Bimba (Manoel Dos Reis Machado) megnyitotta Salvadorban capoeiraiskoláját, ahol az általa kialakított capoeira regionalt kezdte oktatni. Ezt követte 1941-ben Mestre Pastinha (Vicente Ferreira Pastinha) capoeira angola iskolája. A két mester mára a capoeira mitikus figurájává, „ősatyjává” vált, számos dalban megemlékeznek róluk. Az 1940-es évektől kezdve a capoeira, most már mint nemzeti sport, fokozatosan visszaköltözött Rióba, majd az 1980-as években elindult világhódító útjára.

## A zene

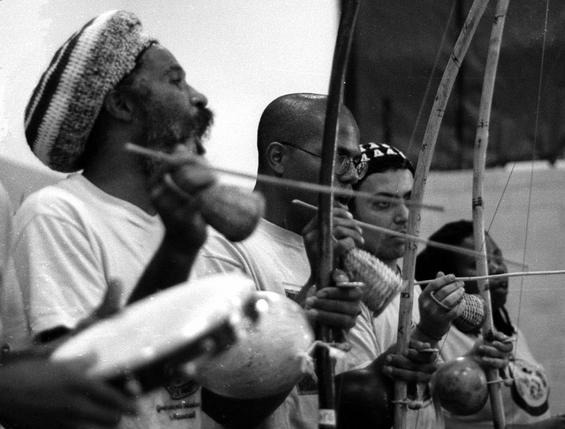
Három berimbau és egy pandeiro

A zene a capoeira szerves része. Meghatározza a rodában (ejtsd ho'da) a játék ritmusát és stílusát. A különböző hangszerek és az ének egyaránt fontosak a játék szempontjából. A ritmus a nagyon lassútól (Angola) a nagyon gyorsig (Sao Bento Regional) terjedhet. Egyes énekek kérdés-felelet formájúak (ahol a kórus kérdez, az énekes pedig válaszol) mások pedig egy-egy történetet mesélnek el. A téma igen változatos: híres capoeiristák élete, a játék maga, vagy a szerelem egyaránt állhat a dal központjában. Egyes dalok kifejezetten egyszerűek, leginkább gyerekversekre emlékeztetnek. A capoeiristák a dal vagy a berimbau által diktált ritmushoz igazítják mozdulataikat, így ebben az értelemben maga a zene a capoeira vezető eleme.
A zenekart alkotó zenészek (az ún. bateria) egy sorban állnak a roda szélén. A zenekar magja általában három berimbauból (ez egy íjra emlékeztető húros hangszer, melynek húrja acélszálból készül) áll, ezek a berraboi vagy gunga / basszus, medio és viola. Ezek mellett általában találhatunk még két pandeirót (csörgődobot), egy reco-recót (kaparóhangszert), valamint egy agogót (dupla kolompot). Az atabaque (konga-dob szerűség), szintén gyakori sok bateriában, bár sokak szerint nélkülözhető hangszer.
A berimbau jelzi a játék kezdetét és végét, közben pedig meghatározza a ritmusát. Hagyományosan a játék megkezdése előtt a játékosok letérdelnek a berimbau-n játszó zenész előtt.

## Rodaés filozófia
A roda (jelentése: kör) az a hely, amelyben a capoeirát játsszák. A rodát alkotó személyek tapsolnak és énekelnek a zene ütemére, míg a körben két személy capoeirát játszik. A capoeira stílusirányzattól függően a roda nézőközönségét alkotó személyek felkelhetnek és beavatkozhatnak a mérkőzésbe és egy új mérkőzést kezdhetnek az egyik vagy a másik játékossal. A rodán belül zajló küzdelem-játék ritmusát a berimbau határozza meg. Lassú zene alatt általában lassabb, komplexebb mozdulatokat, mozgássorokat hajtanak végre, az ütéseket csak imitálják vagy jelzik. A lassú játékok a külső szemlélő számára talán kevésbé érdekesek, de nagyobb technikai tudást igényelnek, ezen keresztül a játékosok jobban be tudják mutatni technikai tudásukat.
A gyorsabb ütemű zene hatására a játékosok mozgása is felgyorsul, ami lehetővé teszi szélesebb, magasabb mozdulatok végrehajtását. Ilyenkor a roda által meghatározott kör is kitágul, hogy a játékosoknak több terük legyen. A gyors játékban nagyobb hangsúlyt kapnak az ugrások, akrobatikus mozdulatok, köríves rúgások – a közönség legnagyobb örömére. Ekkor lehet valódi találatokat bevinni, bár erre legtöbbször csak magasabb szinten lévő, haladó capoeirások között kerül sor.
A capoeira filozófiája szerint a roda magát az életet szimbolizálja, a roda mikrokozmosza mintegy tükröt tart az életnek, ahol a valódi ellenség sokszor önmagunk. A filozófia jelentős szerepet játszik a capoeirában is, és a vezető oktatók számos fontos értéket próbálnak átadni tanítványaiknak: Respeito (tisztelet), Responsabilidade (felelősségteljesség), Seguranca (biztonság), Malicia (ötletesség) és Liberdade (szabadság).

## A „játék”

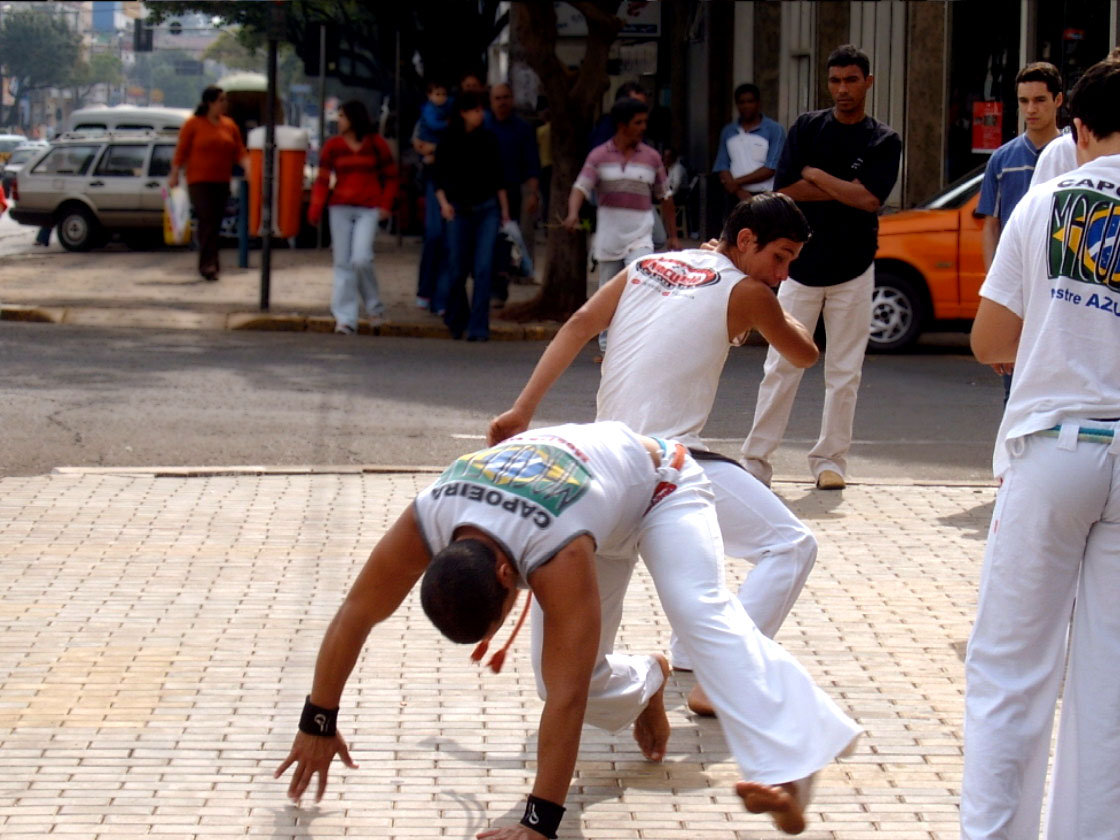
Utcai capoeirabemutató

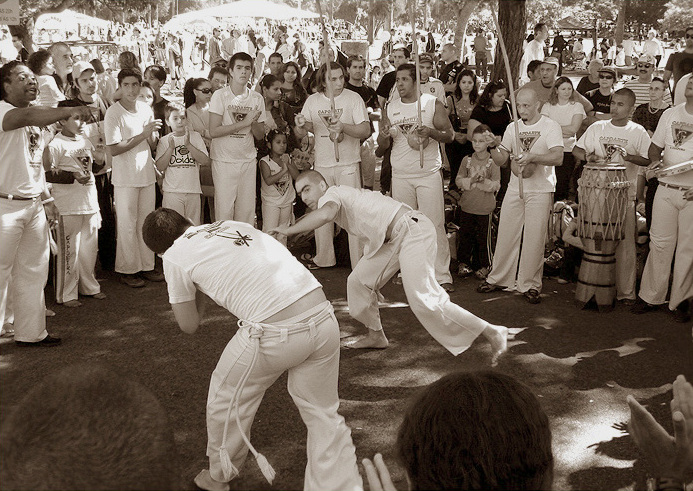
Capoeirabemutató

Noha a capoeirában nem cél a másik elpusztítása, nem ritka az olyan roda, ahol a lábsöprés és a földrevitel is megengedett. Bár technikailag ki lehet gáncsolni az ellenfelet, a capoeiristák gyakran csak imitálják a mozdulatot, ezzel mutatva ki fölényüket a rodában. Ha az ellenfél nem tud kitérni a lassabb támadás elől, nincs értelme a gyorsabbat használni. Minden egyes támadásban benne rejlik egy elkerülő technika alkalmazásának lehetősége. A legjobb játékosok nem is gingáznak (az ingázó alapmozdulat, ejtsd: dzsinga), mivel állandó mozgásukkal folyamatosan támadnak, védekeznek, és kitérnek. Ha valaki kimutatta fölényét, a két játékos rövid szünetet tart, és az óra járásával ellentétes irányban járnak körbe-körbe, jobb kezüket lazán tartva. Ez nem más, mint a "volta do mundo", vagy más néven „a világ körüli út”. Két-három udvarias kör megtétele után a játék folytatódik. A volta do mundo-t használják akkor is, ha valamelyik játékos pihenni szeretne, de általában egy heves párbaj lecsillapítására szolgál. Fontos megjegyezni, hogy a volta do mundo alkalmazása iskolánként más és más; egyesek feltartják a kezüket, mások nem, van, ahol sétálnak, míg mások futnak. Bizonyos iskolákban akkor végzik, amikor a zene elhal és a játszó felek az új dalra várnak.
Ha valaki részt vesz egy rodában, érdemes utánajárnia az iskola szokásainak, és tiszteletben tartania őket, mivel ezek tudomásul nem vétele udvariatlanságnak számít.
A capoeira elsősorban rúgásokkal és lábsöprésekkel támad. Bár néhány iskola alkalmaz ütéseket és csapásokat is, ezek nem jellemzőek. A capoeirában alkalmaznak akrobatikus és atlétikai elemeket is, hogy elkerüljék az ellenfelet. Cigánykerekek, kézenállások, kézen-, illetve fejen átfordulások, különböző ülőhelyzetek, ugrások, flipek, valamint cselek egyaránt jellemzőek.
Amennyiben a roda vezetője úgy találja, hogy le kell állítani a játékosokat, kiált, vagy a berimbau-t ugyanazon a hangon szólaltatja meg egymás után többször. A játékosoknak ekkor le kell guggolniuk, amíg a vezető elmondja a mondanivalóját.

## Capoeirastílusok
A két legnagyobb stílusirányzat a capoeirán belül a capoeira angola és a capoeira regional. Bár működnek olyan csoportok, amelyek csak az egyik stílust művelik, a legtöbb csoport a két stílus ötvözetét alakította ki.

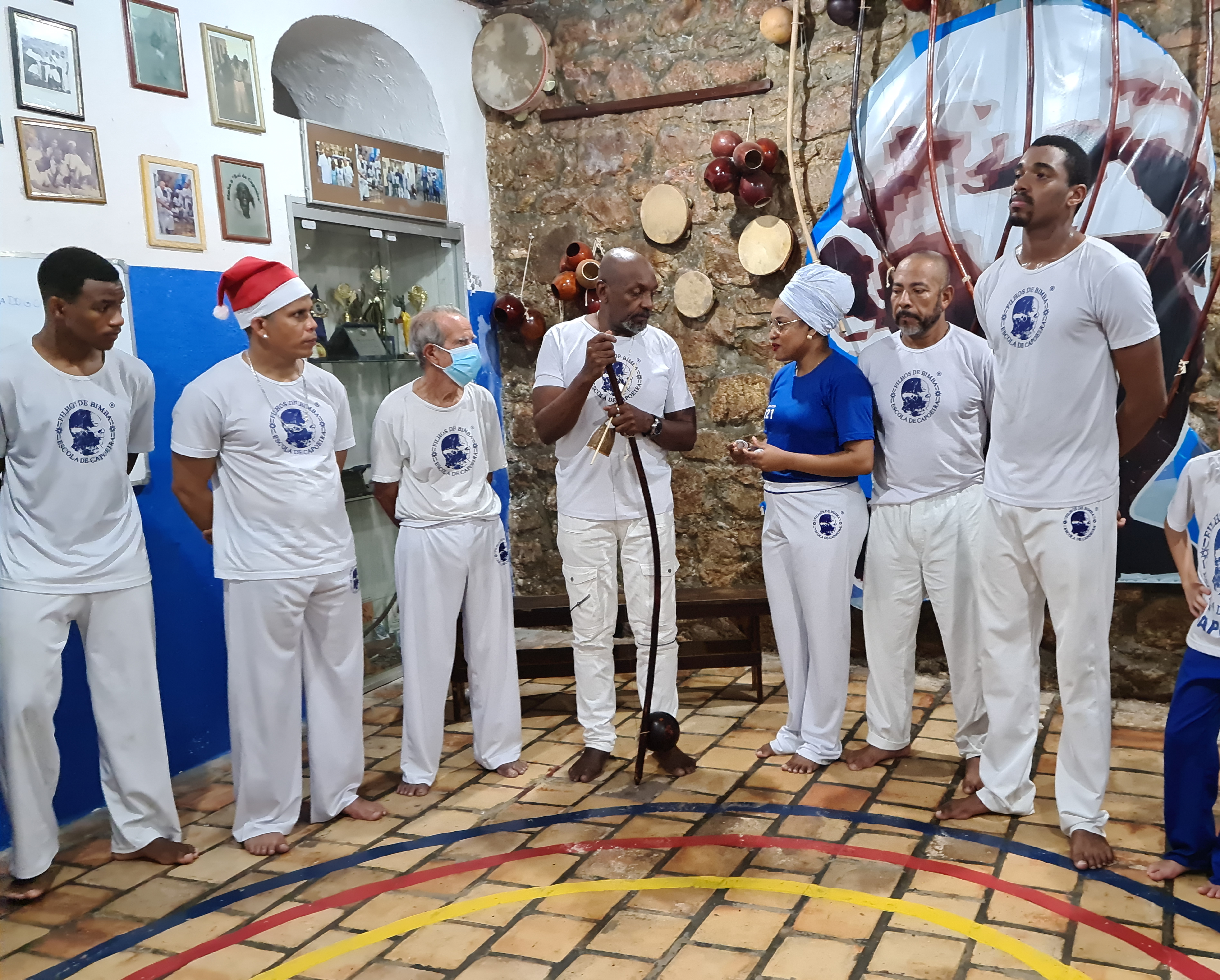
Mestre Bimba group, 2022

A capoeira „eredeti” stílusa az angola, amelyet a lassúbb, földhöz közelebb végrehajtott mozgások jellemeznek. A hangsúlyt a capoeira hagyományaira helyezik, a zene lassú és általában minden hangszer (teljes bateria) jelen van.
A regional az újabb és inkább küzdelemorientált változata a capoeirának. A regionált Mestre Bimba alakította ki, hogy szélesebb tömegek számára is elérhetővé, élvezhetővé tegye a capoeirát. A batuki, a capoeira angola és a dzsiuzsicu ötvözéséből hozta létre a capoeirának ezt az ágát, mert a capoeira kezdett az utcai mutatványosok műsora lenni, és kezdte elveszíteni azt az eredeti, harci jellegét, amire valójában kitalálták. A capoeirajátékosok néha játszanak hagyományos, angola stílusú küzdelmeket, de a regional összecsapásokat általában gyors, akrobatikus, atletikus mozdulatok jellemzik, magas ugrásokkal, forgó rúgásokkal, amelybe be lehet építeni az angolára jellemző trükköket és földközeli mozdulatokat is.
Az 1970-es, 1980-as évektől kezdve a capoeira regionalból és a capoeira angolából merítve a capoeira egy új kortárs formája, a capoeira contemporânea kezdett kialakulni. Ennek a mozgalomnak egyik vezéralakja Mestre Camisa volt, aki az általa 1988-ban megalapított ABADÁ–Capoeira szövetséggel a capoeira világában egy új sztenderdet hozott létre. Célja az akkoriban túlságosan egységessé váló (minden ütemre ugyanazt a capoeirajátékot játszották) capoeira megújítása volt, az angolából átvéve a teljes bateriát, 4 ütemre 4 különböző módon kellett játszani, megtartva mindegyik ritmus jellemvonásait. Ez az 1999-ben először megrendezett Jogos Mundiais világverseny óta a mai napig így van. A változtatás egy másik fontos eleme, hogy Mestre Camisa betett a mozdulatokba egy preventív védekező fázist, így aktualizálva a mozdulatokat, hogy akár más küzdősportban jártas ellenféllel szemben is kivitelezhető legyen, így a capoeira harci technikái még hatékonyabbak és dinamikusabbak lettek.

## Fordítás
- Ez a szócikk részben vagy egészben  a   Capoeira című angol Wikipédia-szócikk fordításán alapul.  Az eredeti cikk szerkesztőit annak laptörténete sorolja fel. Ez a jelzés csupán a megfogalmazás eredetét és a szerzői jogokat jelzi, nem szolgál a cikkben szereplő információk forrásmegjelöléseként.

### Capoeiracsoportok
- Capoeira oktatás Budapesten Archiválva 2019. január 28-i dátummal a Wayback Machine-ben
- Capoeira Békéscsaba[halott link]
- Capoeira Afro-Ritmo
- Associacao de Capoeira Bracos Fortes
- Capoeira Hungria
- ACDP csoport
- ABADA Capoeira csoport